# Tibor Ernő
. 

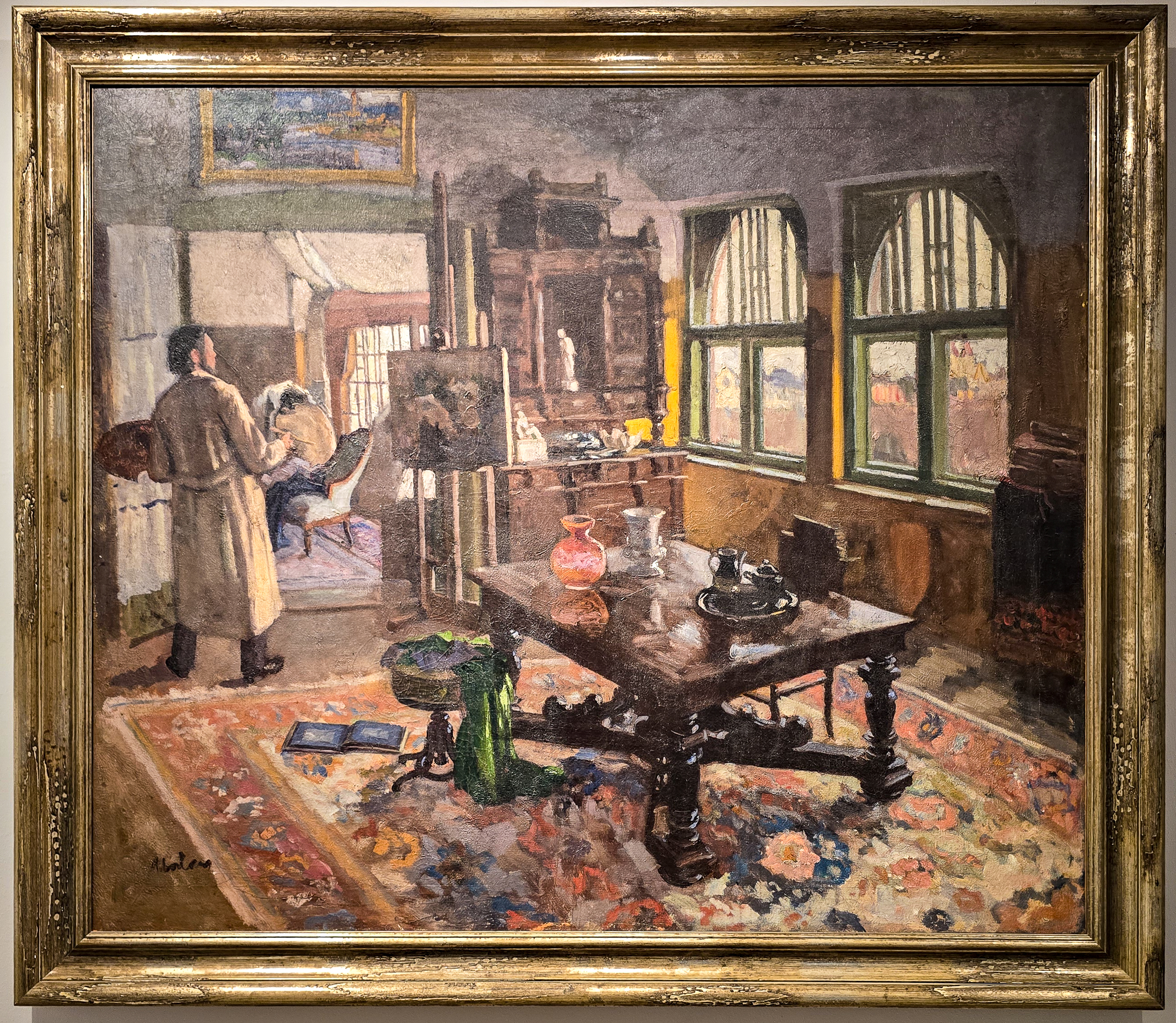
Festménye a Darvas–La Roche-házban. Kollégája, Macalik Alfréd festő műtermét ábrázolja, ami a szomszédos épületben volt Nagyváradon

Tibor Ernő (Nagyvárad, 1885. február 28. – Kaufering, 1945 tavasza) nagyváradi magyar festőművész, a holokauszt áldozata.

## Életútja, munkássága
Fischer Sámuel és Weintraub Antónia gyermeke. Középiskolai tanulmányait szülővárosának főreáliskolájában végezte, ahol Dutka Ákossal járt egy osztályba. A budapesti Képzőművészeti Akadémián 1904–1905-ben Zemplényi Tivadar tanítványa volt; első mesterének hatása: a széles ecsetjárás és a hétköznapok mozgalmas jeleneteihez mint tematikához való vonzódás élete végéig nyomon kísérte. A tantervi kötöttségeket nem tűrő mozgékonysága már 1905-ben továbbsodorta: Nagyvárad város ösztöndíjával az 1906-os és 1907-es esztendőket Párizsban, a Julian Akadémián töltötte. Jean-Paul Laurens irányításával itt kapott kedvet az íróportrék készítéséhez is: főként alkotótevékenysége első szakaszában készített művei közül a legjelentősebb Ady- és Dutka Ákos-arcképe. Párizsból hazatérve egyéni tárlat keretében mutatkozott be a nagyváradi közönségnek. Munkássága rövidesen szülővárosa határain túl is ismertté vált: 1912–14 között Stockholmban, Göteborgban, Koppenhágában, majd Németország több városában is nagy sikerű kiállításokat rendezett. Jóllehet szárnyaira vette a hírnév, szülővárosához élete végéig hű maradt: rendszeresen rendezett tárlatokat, festőiskolát indított és alapító tagja volt a Holnap Társaságnak.
1912. december 17-én Budapesten, a Ferencvárosban házasságot kötött Léderer Máriával, Léderer Márton és Pollacsek Gizella lányával.
Néhány hónappal a frontszolgálatból való visszatérés után, 1919-ben tárlaton mutatta be kedvenc témájáról, a nagyváradi piactérről festett új képeit, 1920-ban pedig néhány helybeli képzőművész társával együtt Bukarestben rendezett kiállítást. Ettől fogva rendszeresen részt vett a román fővárosban megnyílt „szalonokon”. Neve annyira összeforrt szülővárosával, hogy a képzőművészeti krónikák gyakorta „Nagyvárad festője” néven emlegették. Az 1920-as években Francia- és Olaszországban tájképezett; 1935-ben Nagyvárad törvényhatóságának anyagi támogatásával a román tengerparton dolgozott, ahol főként Balcsik és Bazargic festői környezete gazdagította új színekkel palettáját. Közismertsége sem tudta megmenteni a fajüldözéstől: a második bécsi döntés után Magyarországhoz került Nagyváradról 1944. május 3-án deportálták, és a dachaui koncentrációs tábor egyik külső táborában, Kauferingnél, annak felszabadulása küszöbén, 1945-ben halt meg. Egyik sorstársa, Rónai Ernő visszaemlékezése szerint még a koncentrációs táborban is igyekezett folytatni művészi tevékenységét.
A realista és időnként modernista beütések dacára mindvégig következetesen plein air látásmódú festő emlékét számos gyűjteményes és emlékkiállításon kívül a nagyváradi képzőművészek 1990 óta Tibor Ernő nevét viselő kanonoksori pincegalériája is őrzi.